# In a Silent Way
In a Silent Way är ett musikalbum av Miles Davis från 1969. Albumet ses ofta som det första i vad som kallas "Miles Davis elektriska period". Även om det inte var det första album han gjorde där elektriska instrument fanns med blev det mycket mer tydligt här. Det producerades med Teo Macero, som var en viktig kraft i Davis ljudbild de kommande åren. Elgitarristen John McLaughlin medverkade här för första gången på en Miles Davis-skiva, och det skulle bli flera. In a Silent Way blev kommersiellt sett framgångsrik jämfört med flera tidigare skivor av Davis och nådde placering på Billboard 200-listan i USA. Men flera jazzkritiker ställde sig frågande till de rockinfluenser som infogades i musiken. Skivans två sidor inleds båda med en komposition som sedan repriseras i slutet av respektive skivsida.

## Låtlista
1. "Shhh/Peaceful" (Miles Davis) – 18:16
2. "In a Silent Way/It's About That Time" (Joe Zawinul, Miles Davis) – 19:53
  1. "In a Silent Way" (Zawinul) – 4:11
  2. "It's About That Time" (Davis) – 11:27
  3. "In a Silent Way" (Zawinul) – 4:14

Total tid: 38:11

## Medverkande
- Miles Davis — trumpet
- Wayne Shorter — sopransaxofon
- Chick Corea — elpiano
- Herbie Hancock — elpiano
- Joe Zawinul — orgel
- John McLaughlin — elgitarr
- Dave Holland — bas
- Tony Williams — trummor

## Listplaceringar
- Billboard 200, USA: #134[1]
- Billboard jazz albums: #3
- Billboard R&B-albums: #40